# Мурав'янка-прудкокрил рондонійська
Мурав'янка-прудкокрил рондонійська (Hypocnemis ochrogyna) — вид горобцеподібних птахів родини сорокушових (Thamnophilidae). Мешкає в Бразилії і Болівії. Раніше вважався конспецифічним зі співочою мурав'янкою-прудкокрилом.

## Поширення і екологія
Рондонійські мурав'янки-прудкокрили мешкають у західній частині Амазонії, на сході Болівії (схід Бені, північний Санта-Крус) та на півдні центральної Бразильської Амазонії (Рондонія, захід Мату-Гросу). Вони живуть в підліску вологих рівнинних і заболочених тропічних лісів. Живляться комахами та іншими безхребетними.

## Збереження
МСОП класифікує цей вид як вразливий. Рондонійським мурав'янкам-прудкокрилам загрожує знищення природного середовища.